# Biotopo (cortometraje)
Biotopo (1973) es un cortometraje-documental español dirigido y escrito por el cineasta Carles Mira. A lo largo de sus 23 minutos de duración, trata el entorno ambiental del parque natural de la Albufera, en Valencia (España).

## Premios
30.ª edición de las Medallas del Círculo de Escritores Cinematográficos
| Categoría          | Candidata | Resultado |
| ------------------ | --------- | --------- |
| Mejor cortometraje | Biotopo   | Ganador   |

Certamen Internacional de Films Cortos Ciudad de Huesca
| Premio                       | Candidato | Resultado |
| ---------------------------- | --------- | --------- |
| Premio Peña Recreativa Zoiti | Biotopo   | Ganador   |